# Krasnosillea, Volodîmîreț
Krasnosillea (în ucraineană Красносілля) este localitatea de reședință a comunei Krasnosillea din raionul Volodîmîreț, regiunea Rivne, Ucraina.

## Demografie
Componența lingvistică a localității Krasnosillea
     Ucraineană (99,29%)
     Alte limbi (0,72%)
Conform recensământului din 2001, majoritatea populației localității Krasnosillea era vorbitoare de ucraineană (99,29%), existând în minoritate și vorbitori de alte limbi.